# Ортонвил (Мичиген)
Ортонвил (енгл. Ortonville) град је у америчкој савезној држави Мичиген.

## Демографија
По попису из 2010. године број становника је 1.442, што је 93 (-6,1%) становника мање него 2000. године.
| Група             | 2000.         | 2010.         |
| Белци             | 1.491 (97,1%) | 1.352 (93,8%) |
| Афроамериканци    | 1 (0,1%)      | 9 (0,6%)      |
| Азијати           | 6 (0,4%)      | 17 (1,2%)     |
| Хиспаноамериканци | 26 (1,7%)     | 38 (2,6%)     |
| Укупно            | 1.535         | 1.442         |